# Park Jung-bae
Park Jung-bae (* 19. Februar 1967) ist ein ehemaliger südkoreanischer Fußballspieler.

## Karriere

### Klub
Nach seiner Zeit bei der Mannschaft der Sungkyunkwan-Universität wechselte Park Anfang 1990 zu Lucky Goldstar, wo er bis zum Ende der Spielzeit 1993 verblieb. Danach wechselte er weiter zu Daewoo Royals, wo er noch einmal drei Saisons lang spielte. Seine letzte Station war danach bis zum Saisonende 1999 Ulsan Hyundai.

### Nationalmannschaft
Sein erstes bekanntes Spiel für die südkoreanische Nationalmannschaft war am 7. Juni 1991 ein 0:0-Freundschaftsspiel gegen Ägypten. Danach folgten in den nächsten Jahren weitere Einsätze bei Freundschaftsspielen und ab Mai 1993 wirkte er auch in Spielen der Qualifikation für die Weltmeisterschaft 1994. Nach dem erfolgreichen Abschluss dieser wurde er auch für den Kader bei der Endrunde nominiert und kam in allen drei Gruppenspielen der Mannschaft bei diesem Turnier zum Einsatz.
Danach folgten im Jahr 1996 noch einmal vier Freundschaftsspiele, nach denen er dann keine Einsätze in der Nationalmannschaft mehr bekam.